# هيلغا نيسين ماسثوف
هيلغا نيسين ماسثوف (بالألمانية: Helga Masthoff)‏ مواليد 11 نوفمبر 1941 في إسن، هي لاعبة كرة مضرب سابقة وكانت تلعب باليد اليمنى. أعلى تصنيف لها في الفردي كان 6. سبق أن شاركت في دورة الألعاب الأولمبية الصيفية.

## النهائيات

### الفردي (الوصافة 1)
| الحصيلة | السنة | البطولة                  | الأرضية | المنافس           | النتيجة  |
| ------- | ----- | ------------------------ | ------- | ----------------- | -------- |
| الوصافة | 1970  | دورة فرنسا المفتوحة 1970 | ترابية  | مارغريت سميث كورت | 2–6, 4–6 |

### الزوجي (الوصافة 1)
| الحصيلة | السنة | البطولة                  | الأرضية | الشريك       | المنافس                     | النتيجة       |
| ------- | ----- | ------------------------ | ------- | ------------ | --------------------------- | ------------- |
| الوصافة | 1976  | دورة فرنسا المفتوحة 1976 | ترابية  | كاثلين هارتر | غيل شانفرو فيوريلا بونيسيلي | 4–6, 6–1, 3–6 |

## الخط الزمني للفردي
مفتاح
| ف | ن | ن.ن | ر.ن | د# | د.م | ل | أ.أ | ت | غ | ب | ف | ذ | م.خ | ل.ت |

(ف) فاز بالبطولة (ن) وصل النهائي (ن.ن) نصف النهائي (ر.ن) ربع النهائي (د#) الأدوار الأربعة الأولى (د.م) دور المجموعات (ل) شارك في كأس ديفيز (أ.أ) خرج من الأدوار الاولى (ت) خسر التصفيات التأهيلية (غ) غاب عن الحدث أو البطولة (ب) حصل على ميدالية برونزية (ف) حصل على ميدالية فضية (ذ) حصل على ميدالية ذهبية (م.خ) بطولة الماسترز خُفضت إلى مرتبة أقل (ل.ت) البطولة لم تعقد في السنة المعينة.
لتجنب الارتباك وازدواجية الحساب، يتم تحديث هذه المعلومات إما في نهاية البطولة، أو عندما تكون مشاركة اللاعب في البطولة قد انتهت.
| الدورة           | 1963  | 1964  | 1965  | 1966  | 1967  | 1968  | 1969  | 1970  | 1971  | 1972  | 1973  | 1974  | 1975  | 1976  | 1977  | 1978  | إجمالي ف/م |
| ---------------- | ----- | ----- | ----- | ----- | ----- | ----- | ----- | ----- | ----- | ----- | ----- | ----- | ----- | ----- | ----- | ----- | ---------- |
| أستراليا         | غ     | غ     | د1    | غ     | غ     | غ     | غ     | غ     | غ     | غ     | غ     | غ     | غ     | ر.ن   | غ / A | غ     | 0 / 2      |
| فرنسا            | غ     | د2    | د1    | د2    | غ     | غ     | غ     | ن     | د1    | ن.ن   | ر.ن   | ن.ن   | د2    | ر.ن   | د3    | ر.ن   | 0 / 12     |
| بطولة ويمبلدون   | د2    | د3    | د2    | د1    | غ     | د2    | غ     | ر.ن   | د3    | د2    | غ     | ر.ن   | غ     | غ     | د2    | غ     | 0 / 10     |
| الولايات المتحدة | د2    | غ     | غ     | غ     | غ     | غ     | غ     | غ     | غ     | غ     | ن.ن   | غ     | غ     | غ     | غ     | غ     | 0 / 2      |
| م.ف              | 0 / 2 | 0 / 2 | 0 / 3 | 0 / 2 | 0 / 0 | 0 / 1 | 0 / 0 | 0 / 2 | 0 / 2 | 0 / 2 | 0 / 2 | 0 / 2 | 0 / 1 | 0 / 2 | 0 / 2 | 0 / 1 | 0 / 26     |

- إجمالي ف / م = إجمالي الفوز والمشاركة

## روابط خارجية
- هيلغا نيسين ماسثوف على موقع رابطة محترفات التنس (الإنجليزية)
- هيلغا نيسين ماسثوف على موقع الاتحاد الدولي لكرة المضرب (الإنجليزية)
- هيلغا نيسين ماسثوف على موقع كأس بيلي جين كينغ (الإنجليزية)
- هيلغا نيسين ماسثوف على موقع خلاصة التنس.كوم (الإنجليزية)
- هيلغا نيسين ماسثوف على موقع اللجنة الأولمبية الدولية (الإنجليزية)
- هيلغا نيسين ماسثوف على موقع أوليمبيديا (الإنجليزية)